# ニコール・ガルシア
ニコール・ガルシア(Nicole Garcia, 1946年4月22日 - )は、フランス領アルジェリア時代のオラン生まれで、フランス出身の女優・映画監督。
映画・TVドラマ双方で活動する、同国を代表する女優の一人。1980年代中頃から映画監督業にも進出し、製作した作品は映画賞ノミネートの常連となっている。

## 来歴
パリのフランス国立高等演劇学校（コンセルヴァトワール）で、演技の基礎を学んでいる。
日本では映画『愛と哀しみのボレロ』が代表作として知られている。
2017年、日本で開催した「フランス映画祭 2017」にて映画監督の立場で来日。自身の映画作品『愛を綴る女』のPRを行った。

## 主な出演作品
- Le gendarme se marie (1967) ＊VHS題「ルイ・ド・フュネスの大結婚」
- Que la fête commence... (1975) ＊シネクラブ上映題「祭よ始まれ」
- 追悼のメロディ Le Corps de mon ennemi (1976)
- インディアンはまだ遠くにいる Les Indiens sont encore loin (1977)
- Duelle (1976／ジャック・リヴェット) ＊シネクラブ上映題「デュエル」
- Le Cavaleur (1979／フィリップ・ド・ブロカ)
- Un papillon sur l'épaule (1979) ＊TV5MONDE放映題「肩の上の蝶」
- Le Mors aux dents (1979) ＊シネクラブ上映題「競馬の罠」
- アメリカの伯父さん Mon oncle d'Amérique (1980)
- 愛と哀しみのボレロ Les Uns et les autres (1981)
- Les Mots pour le dire (1983)
- ギャルソン! Garçon! (1983)
- Partenaires (1984) ＊シネクラブ上映題「パートナー」
- Péril en la demeure (1985／ミシェル・ドヴィル) ＊VHS発売題「ゲームの殺人」
- Mort un dimanche de pluie (1986) ＊VHS発売題「悪夢の日曜日／ナイト・シャイニング」
- 男と女II Un homme et une femme, 20 ans déjà (1986)
- L'État de grâce (1986) ＊VHS発売題「フィレンツェに燃えて／ワーキング・ガールの恋」
- Outremer (1990)
- La Petite Lili (2003／クロード・ミレール) ＊DVDスルー題「リリィ」
- Mの物語 Histoire de Marie et Julien (2003)
- Ne fais pas ça ! (2004／リュック・ボンディ)
- Le Dernier Jour (2004) ＊DVDスルー題「THE LAST DAY」
- 海の上のバルコニー Un balcon sur la mer (2010)
- Pourquoi tu pleures ? (2011) ＊TV5MONDE放映題「涙の理由」
- Tu honoreras ta mère et ta mère (2013) ＊TV5MONDE放映題「ママは最高！」
- Gare du Nord (2013) ＊TV5MONDE放映題「北駅」
- Belles Familles (2015／ジャン＝ポール・ラプノー)
- 私の知らないわたしの素顔 Celle que vous croyez (2019)

## 監督・脚本作品
- 15 août (1986／短編)
- Un week-end sur deux (1990)
- Le Fils préféré (1994) ＊フランス映画祭上映題「お気に入りの息子」 来日も
- ヴァンドーム広場　Place Vendôme (1998)
- L'Adversaire (2002)
- Selon Charlie (2006)
- Un balcon sur la mer (2010)
- Un beau dimanche (2014)
- 愛を綴る女 Mal de pierres (2016)